# 歌德撞擊坑
歌德撞擊坑（英語：Goethe Basin）是水星上一個直徑約317公里的撞擊盆地，中心座標78.5°N，44.5°W，以德國文學家约翰·沃尔夫冈·冯·歌德命名。

## 概要
歌德撞擊坑在1976年的列表中並未被列為撞擊盆地，這是因為水手10號的影像解析度不足，無法確認它是撞擊結構。然而，許多較早使用水手10號影像進行水星表面進行研究的科學家都判定它是盆地。哥德撞擊坑的北側和東側邊緣是緩坡的坑壁，並且有低而不連續的冰丘狀坑緣物質存在，可能和撞擊噴發物有關。這些物質相當類似於屬於撞擊坑的卡洛里盆地周圍的物質。在歌德撞擊坑的西端邊界則有至少三條近似平行的山脊或山塊，而這些山塊被內有來自平原的物質沉積的窄槽分隔。如果坑內的同心圓環結構曾經存在，現在應已被已經橫跨分布整個盆地的平坦平原的物質覆蓋。坑內一個窄範圍，部分區域表面被來自平原物質覆蓋的同心圓階地結構被確認是緩坡度並受到大幅侵蝕的坑壁。雖然直線分布的地塊群和地質上屬於卡洛里群的輻射狀的線型表面噴發物在卡洛里盆地周圍，類似的地形仍無法在歌德撞擊坑周圍被明確指出（地質圖代號 FDS 164）。不過，丘陵和冰丘狀的殘餘物質類似撞擊盆地的沉積物，並且在緩坡撞擊坑壁上有突起的噴發物。而撞擊噴發物在盆地西南方和北方延伸則超過了比其他區域更低而平緩，幾乎難以察覺的撞擊坑環頂，距離遠達盆地半徑的三分之一到二分之一。
歌德撞擊坑較覆蓋在其坑壁、隕石坑環頂部分區域和大多數撞擊噴發物上的平原物質古老。幾個相鄰撞擊坑的外環輪廓可經由部分沉積於歌德撞擊坑內的平原物質分辨出來。這些被沉積物覆蓋的撞擊坑可能是在歌德撞擊坑內形成後，因為平坦平原物質流入撞擊盆地內而有部分區域無法在表面見到。德普雷撞擊坑西北方的區域（地質圖代號 FDS 160和164）的冰丘狀地形遠多於更遠的南方區域，這代表德普雷撞擊坑西北部覆蓋的平原物質很薄，並且被覆蓋的更古老和更崎嶇的撞擊坑間平原物質因為前述作用而露出。歌德撞擊坑內的幽靈撞擊坑密度和尺寸與接近明暗界限的撞擊坑間盆地類似。幽靈撞擊坑和原始撞擊坑間平原物質因為沒有被形成歌德撞擊坑的撞擊摧毀，代表較晚形成。因此，歌德撞擊坑可能是在比撞擊坑間平原物質更古老的區域形成後，部分區域有物質沉積。如果是這樣的話，它的年代就早於部分坑間平原和附近的其他大撞擊坑，並且年代也遠早於卡洛里盆地。